# Teatro Afundación
El Teatro Afundación, también conocido como Teatro García Barbón, es un teatro de la ciudad de Vigo, en España. Es uno de los edificios más representativos de la ciudad.

## Historia

### Teatro Rosalía de Castro (1900-1910)
Situado en pleno corazón de la ciudad Olívica, se empezó a construir a finales del siglo XIX, gracias a un grupo de vigueses entusiastas y ávidos de introducir la cultura teatral, que acometieron la empresa de construir un teatro. Tras años de problemas económicos, el teatro fue inaugurado el 15 de julio de 1900 tomando el nombre de Teatro Rosalía de Castro y siendo su primera función la ópera Aída.
Durante los años posteriores a su inauguración y tras una época de fracaso económico, el teatro quebró, convirtiéndose en almacén durante un corto periodo de tiempo hasta que, por petición popular, el benefactor José García Barbón recuperó el inmueble y lo volvió a destinar a la representación de obras teatrales.
El 8 de febrero de 1910, tras la función de un martes de carnaval, un incendio calcinó por completo el edificio, dejando a la ciudad de nuevo sin teatro.

### Edificio actual (1927-act.)
Tres años más tarde, gracias a las sobrinas de José García Barbón que decidieron continuar la obra de su tío, el arquitecto gallego Antonio Palacios sería el encargado de ejecutar la construcción de un nuevo edificio. Este nuevo proyecto dotaría al inmueble de una gran amplitud ocupando toda la superficie del teatro anterior más dos inmuebles anexos. El edificio tiene un estilo calificado como neobarroco, dentro de la corriente modernista de principios del siglo XX, inspirado en la Ópera de París, de Charles Garnier, y en el teatro Arriaga de Bilbao.
El nuevo teatro fue inaugurado el 23 de abril de 1927, con el nombre de Teatro García Barbón. El nuevo edificio no solo realizaba la función de teatro sino que constaba de distintas áreas:
- El propio teatro, destinado a grandes representaciones de ópera, zarzuela, comedia, conciertos, bailes de sociedad, obras teatrales, etc.

- El auditorio, también llamado Sala Rosalía de Castro, dedicado al cine, pequeñas actuaciones de teatro, conciertos y bailes populares.

- El casino, con gran hall-vestíbulo, escalera de honor, salón-foyer (donde al amparo del Real Decreto-Ley 16/1977 de 25 de febrero y dentro de ese mismo año, se instaló el primer bingo de Vigo. Estando en activo durante varios años), restaurante, etc.

Durante los años 1970 la por aquel entonces Caja de Ahorros Municipal de Vigo compró el edificio con la idea de crear un importante referente cultural a nivel nacional, invirtiendo más de 1000 millones de las antiguas pesetas (unos 6 millones de euros) en la rehabilitación, de la que se encargó el arquitecto Desiderio Pernas.
Algunos de los principales cambios llevados a cabo durante esta rehabilitación fueron: la construcción de un espacio en la parte superior del edificio donde se encuentra una biblioteca con más de 280 puestos de lectura, la ampliación del teatro en más de 1100 plazas y la creación de una área de exposiciones.
En los años posteriores el nombre oficial del teatro iría cambiando en función de su propietario: Caixanova, Novacaixagalicia, Novagalicia y finalmente Afundación, este último bajo el mecenazgo Abanca.